# Omnipotència
L'omnipotència és la capacitat de poder fer qualsevol cosa, que les religions monoteistes atribueixen a Déu, per estar alliberat dels límits del temps i l'espai que defineixen la vida material. "Déu totpoderós" és una invocació freqüent en la pregària.

## Limitació del terme
El concepte va provocar una paradoxa, la formulació més coneguda de la qual és "podria Déu crear una pedra tan pesada que Ell no pogués moure?". Per resoldre aquesta contradicció, la teologia ha definit i limitat el terme d'omnipotència: Déu pot fer tot allò que esculli fer i que sigui lògic per a Ell de fer (segons Agustí d'Hipona). Aquesta limitació deixa fora accions que portin a la destrucció, al mal o a atemptar contra els altres atributs divins.
L'autolimitació de l'omnipotència divina permet seguir sostenint la llibertat de l'ésser humà, postulat bàsic per a jutjar els seus actes segons l'ètica (extrem que nega o matisa la doctrina de la predestinació del calvinisme).

## Omnipotència i perfecció
La perfecció de Déu, que inclou tots els atributs i, per tant, l'omnipotència, és una de les característiques que porten a Descartes a demostrar racionalment que existeix la divinitat: no pot no existir un ésser que té la capacitat de fer qualsevol cosa, incloent l'acte de crear i ésser.
Segons les concepcions orientals, per contra, l'omnipotència no pot ser un atribut diví, ja que es defineix per la negació del que és humà (el límit) i, per tant, cau en un antropomorfisme que no correspon a una autèntica comprensió de Déu, que escapa de tota caracterització lògica.